# Jean-Paul Votron
Jean-Paul François C. Votron (Etterbeek, 21 oktober 1950) is een voormalig Belgisch bankier.

## Opleiding
Hij groeide op in een tweetalig gezin. In 1973 behaalde hij een diploma handelswetenschappen en een bijkomend diploma in International Business Strategies aan het ICHEC (Institut catholique des hautes études commerciales) in Brussel.

## Loopbaan
Votron begon zijn loopbaan in 1975 bij Unilever waar hij verantwoordelijk werd voor internationale verkoop, marketing en algemeen beleid. Tussen 1991 en 1997 werkte hij bij de Amerikaanse Citibank. Hier werd hij directeur voor de consumentendivisie in België en directeur verzekeringen in de Verenigde Staten. Vervolgens werkte hij tussen 1997 en 2001 bij ABN AMRO. Hij werd verantwoordelijk voor het internationale consumentenbankieren en werd betrokken bij de overname van Generale Bank. Hij kreeg als taak de Belgische vakbonden van het personeel van de Generale Bank te overtuigen van de goede bedoelingen van de ABN AMRO. In 1999 werd hij benoemd tot directeur-generaal van ABN AMRO maar in 2000, na het vertrek van Kalff en de komst van Rijkman Groenink, slaagde hij er niet in tot de bestuurstop door te dringen. Daarna keerde hij terug naar een topfunctie bij zijn eerdere werkgever die inmiddels Citigroup heette, waar hij verantwoordelijk was voor de consumentenzaken in Europa, Rusland, Afrika en het Midden-Oosten.
In oktober 2004 werd hij CEO van Fortis, de Nederlands-Belgische bank en verzekeraar. Hij volgde Anton van Rossum op. Daar kocht Votron ABN AMRO samen met de Britse Royal Bank of Scotland en het Spaanse Santander voor het astronomische bedrag van 71 miljard euro, waarvan 24 miljard euro door Fortis. Hiervoor kreeg hij een bonus van 2,5 miljoen euro. Via een omweg werd hij zo alsnog topman bij zijn voormalige werkgever waar hij vertrok omdat hij er niet in slaagde tot de raad van bestuur door te dringen. In juni 2008 werd hij bestempeld tot de grootste graaier aan de top van het bedrijfsleven door de Vereniging van Effectenbezitters (VEB). Votron incasseerde een miljoenenbonus als compensatie voor het feit dat zijn aandelen en aandelenopties in waarde gedaald waren.
De forse koersdaling van het Fortisaandeel, het onterechte optimisme en het laten vallen van het door hem beloofde dividend zette veel kwaad bloed bij de aandeelhouders. Dit leidde uiteindelijk tot zijn ontslag op 11 juli 2008, waarvoor hij een ontslagpremie kreeg van 1 jaarloon of 1,3 miljoen euro. Op 20 december 2008 bleek dat Votron tegen alle procedures in zelf om een bonus van 2,5 miljoen euro had gevraagd en daarin werd gesteund door president-commissaris Maurice Lippens. Votron had op basis van zijn basissalaris van 750.000 euro recht op maximaal 1,25 miljoen euro.
In februari 2012 werd Votron door de Rechtbank Utrecht veroordeeld wegens misleiding van beleggers. Volgens de rechtbank heeft Votron, samen met de CFO van Fortis, beleggers in de zomer van 2008 op het verkeerde been gezet door negatieve en koersgevoelige informatie over de financiële gezondheid van Fortis geheim te houden. Aan een kleine groep vermogende particulieren moeten de twee een nader te bepalen schadevergoeding betalen.
In juli 2013 gaf hij een interview in de De Tijd. Uit het interview wekt hij het beeld op van een verongelijkte, bittere man, zonder al te veel talent voor zelfreflectie. Hoewel de Nederlandse Ondernemingskamer inmiddels het oordeel ’wanbeleid’ uitsprak op basis van zijn handelen anderhalf jaar voor de ondergang van Fortis en de Belgische beurswaakhond FSMA hem een boete van 400.000 euro oplegde wegens misleidende communicatie, houdt hij vol: „Niemand heeft ooit aangetoond dat ik een fout gemaakt heb.”

## Privé
Jean-Paul Votron is getrouwd en heeft twee kinderen. Votron spreekt Frans, Nederlands en Engels. Hij jogt en speelt golf. Op 25 oktober 2008 maakte het Laatste Nieuws (België) bekend, dat Votron te kampen had met een burn-out, waarvoor hij werd behandeld in het ziekenhuis. Votrons aandoening zou het gevolg zijn van de kredietcrisis en de schuld die hij krijgt voor de neergang van Fortis. Zijn aandoening en verpleging weerhielden hem er niet van boven genoemde bonus op te eisen.